# WASP-16
WASP-16は、おとめ座の方角にある約11等級の太陽とよく似たG型主系列星である。
| 太陽 | WASP-16   |
| ---- | --------- |
| 太陽 | Exoplanet |

## 惑星系
2009年、スーパーWASP計画によるトランジット法での観測から周囲を公転している太陽系外惑星 WASP-16b が発見されたことが公表された。大きさは木星とほぼ同じであり、主星の周囲を約3日の公転周期で公転しているホットジュピターであると考えられている。天文学者のウラジミール・リラは WASP-16b を Liriope と呼ぶことを提案している。2024年には WASP-16b と同様に、トランジット法での観測からさらに外側を公転している別の惑星が存在している可能性が示された。正式に確認されるには更なる観測を要するが、この惑星候補は地球の2倍余りの大きさを持ったミニ・ネプチューンクラスの規模を持つとされている。
| 名称 （恒星に近い順） | 質量                  | 軌道長半径 （天文単位） | 公転周期 (日)                  | 軌道離心率 | 軌道傾斜角        | 半径                  |
| --------------------- | --------------------- | ----------------------- | ------------------------------ | ---------- | ----------------- | --------------------- |
| b                     | 0.855+0.043 −0.076 MJ | 0.0421+0.0010 −0.0018   | 3.1186009+0.0000146 −0.0000131 | 0          | 85.22+0.27 −0.43° | 1.008+0.083 −0.060 RJ |
| c (候補)              | —                     | —                       | 10.457+0.018 −0.028            | —          | —                 | 2.20 ± 0.23 R⊕        |